# Sara – Muzyka z filmu Macieja Ślesickiego
Sara – Muzyka z filmu Macieja Ślesickiego – ścieżka dźwiękowa z filmu Macieja Ślesickiego Sara wydana 6 sierpnia 1997 nakładem wytwórni Koch International.

## Lista utworów
1. „Lotnisko” – 2:21
2. „Jestem Twój” (wykonanie: Bogusław Linda) – 4:06
3. „Passion Wheels” – 4:18
4. „Chcesz mnie zobaczyć” – 2:48
5. „Romantica” – 3:09
6. „Sarasamba” – 3:03
7. „Wyliczanka” (wykonanie: Agnieszka Włodarczyk) – 4:25
8. „Coś czego nie ma” – 1:23
9. „Mafia” – 2:09
10. „Passion Wheels” – 1:15
11. „Tod” – 2:18
12. „Alone In the Night” – 3:49
13. „Poczekam” (wykonanie: Agnieszka Włodarczyk i Robert Janowski) – 5:08
14. „Akwaria” – 1:20
15. „Steps Behind You” – 1:52
16. „Dym” – 0:56
17. „Nocna samba” – 2:18
18. „Jeśli wola Twa” (wykonanie: Agnieszka Włodarczyk) – 3:31
19. „Song for Sara” – 2:34
20. „Jestem Twój” (wykonanie: Bogusław Linda) – 5:30